# 기생충의 변명
기생충의 변명은 기생충학자 서민이 낸 책이다. 인터넷 사이트에 서민 본인이 연재한 글을 바탕으로 작성되었다. 동아시아, 특히 대한민국 서식 기생충과 일반의학에 대해 서술하고 있다.